# Vejnavnenævnet
Vejnavnenævnet er et rådgivende nævn under Teknik- og Miljøudvalget i Københavns Kommune. Nævnet har til opgave at behandle alle sager om navngivning af veje, pladser, broer og parker i København. På baggrund af nævnets behandling af sagerne indstiller Vejnavnenævnet en anbefaling til Teknik- og Miljøudvalget om, hvilket navn der bør gives til en given lokalitet i byen.
Vejnavnenævnet er sammensat af 4 personer, der er udpeget af Københavns Borgerrepræsentation for den kommunale valgperiode på 4 år. Teknik- og Miljøborgmesteren er født formand for nævnet.

## Vejnavnenævnets historie
Da man i 1850'erne besluttede at nedlægge demarkationslinjen omkring København, opstod der en voldsom byggeaktivitet i de nye voldkvarterer på Vesterbro og Nørrebro. Der blev samtidig anlagt at stort antal nye veje, som Borgerrepræsentationen havde ansvaret for at navngive. Da navngivningsarbejdet, og ikke mindst de politiske diskussioner i Borgerrepræsentationen, blev ganske omfattende, besluttede Borgerrepræsentationen i 1874 at et nedsætte Udvalget for Gaders benævnelse.
Med nedsættelsen af det nye udvalg kunne mange af de politiske drøftelser klares i et mindre forum, hvilket gjorde Borgerrepræsentationens arbejde lettere. Udvalget fremlagde en samlet indstilling for Borgerrepræsentationen én gang årligt. Indstillingen redegjorde for udvalgets forslag til vejnavne, samt de systematikker, som man opbyggede omkring vejnavnene.
Udvalget viste sig at være en ganske holdbar konstruktion, som forhindrede større politiske slagsmål om vejnavnene i byens hovedstad. Udvalget kom med tiden også til at fungere som en beskytter mod, at man med tidens politiske strøminger ændrede de bestående vejnavne. Derfor har Københavns Kommune en forholdsvis velbevaret vejnavne-struktur i byen.
I 1978 gennemførte man en ændring i Københavns Kommunes styreform, således at der nedsattes en række udvalg, der skulle behandle sagerne inden de blev forelagt den samlede magistrat og Borgerrepræsentationen. Da Gadenavneudvalget som følge af reformen formelt ikke kunne vedblive med at have status som udvalg, så ændredes navnet til Vejnavnenævnet.
I 1998 skiftede styreformen fra magistratsstyre til mellemformstyre. Hvor Vejnavnenævnet hidtil refererede direkte til Borgerrepræsentationen og havde en særlig ret til at udtale sig om alle navngivningssager, inden de kunne behandles i Borgerrepræsentationen, blev nævnets status ændret til alene at være et rådgivende organ under Bygge- og Teknikudvalget (pr. 1. januar 2006 ændret til Teknik- og Miljøudvalget).

## Samarbejde med omegnskommuner
I 1920 indgik udvalget en aftale om samarbejde med nabokommunerne Frederiksberg og Gentofte om navngivning af gader og pladser. Det skyldtes, at byudviklingen betød så mange nye gadenavne, at der opstod forvekslingsproblemer på tværs af kommunegrænserne. Da postnumrene ikke var indført endnu, så blev problemerne for postvæsen, politi, hyrevogne etc. større og større. Op gennem det 20. århundrede blev samarbejdet med omegnskommunerne løbende udbygget efterhånden som byudviklingen nåede længere ud i hovedstadsområdet. Samarbejdet går i hovedsagen ud på, at navne cleares mellem kommunerne inden de vedtages.  For hver gang en kommune indtrådte i samarbejdsaftalen gennemgik man den pågældende kommunes vejnavne, og enslydende vejnavne blev ændret. Kommunerne har i aftalen forpligtet sig til at respektere, at et navn ikke tages i brug, hvis det findes i en anden nærliggende kommune. Det omfattende samarbejde om vejnavngivning betød, at hovedstadskommunerne i forbindelse med kommunalreformen i 2007 ikke har været tvunget til at ændre nogen vejnavne.
I 1995 blev aftalen mellem kommunerne moderniseret. Samarbejdet kaldes nu formelt for Hovedstadsområdets Vejnavnesamarbejde. Følgende 21 kommuner indgår i samarbejdet: 
- Albertslund, Ballerup, Brøndby, Dragør, Egedal, Frederiksberg, Furesø, Gentofte, Gladsaxe, Glostrup, Greve, Herlev, Hvidovre, Høje-Taastrup, Ishøj, København, Lyngby-Taarbæk, Rudersdal, Rødovre, Tårnby og Vallensbæk

## Ekstern henvisning
- Københavns Kommune, Vejnavnenævnet